# Sesa (mitologia)
Sesa (sànscrit: Sesa), també conegut com Sheshanaga (Sesanaga) o Adishesha (Adi Sesa), és el Nagaraja o Rei de tots els Nagas i un dels éssers primordials de la creació. Als Puranas, es diu que Sesa porta tots els planetes de l'univers a la seva caputxa i que canta constantment les glòries del Déu Vixnu amb totes les seves boques. De vegades se'l coneix com Ananta Sesa, que es tradueix com a Sesa-Inacabable o Adisesa "Primer Sesa". Es diu que quan Adisesa es desenrotlla, el temps avança i es produeix la creació; quan s'enrotlla, l'univers deixa d'existir.
Sovint es representa a Vixnu descansant sobre Sesa. Sesa es considera un devot o bhakt de Vishnu. Es diu que va baixar a la Terra en les formes o encarnacions humanes: Lakshmana, germà de l'encarnació de Vixnu Rama durant Treta Yuga, i com a Balaram, germà de l'encarnació de Vixnu Krishna durant Dvapara Yuga. Segons el Mahabharat (Adi Parva), el seu pare era Kashyapa i la seva mare Kadru.
"Sesa" en els textos sànscrits, especialment els relacionats amb el càlcul matemàtic, implica la "Resta", allò que roman quan tota la resta deixa d'existir.

## Forma

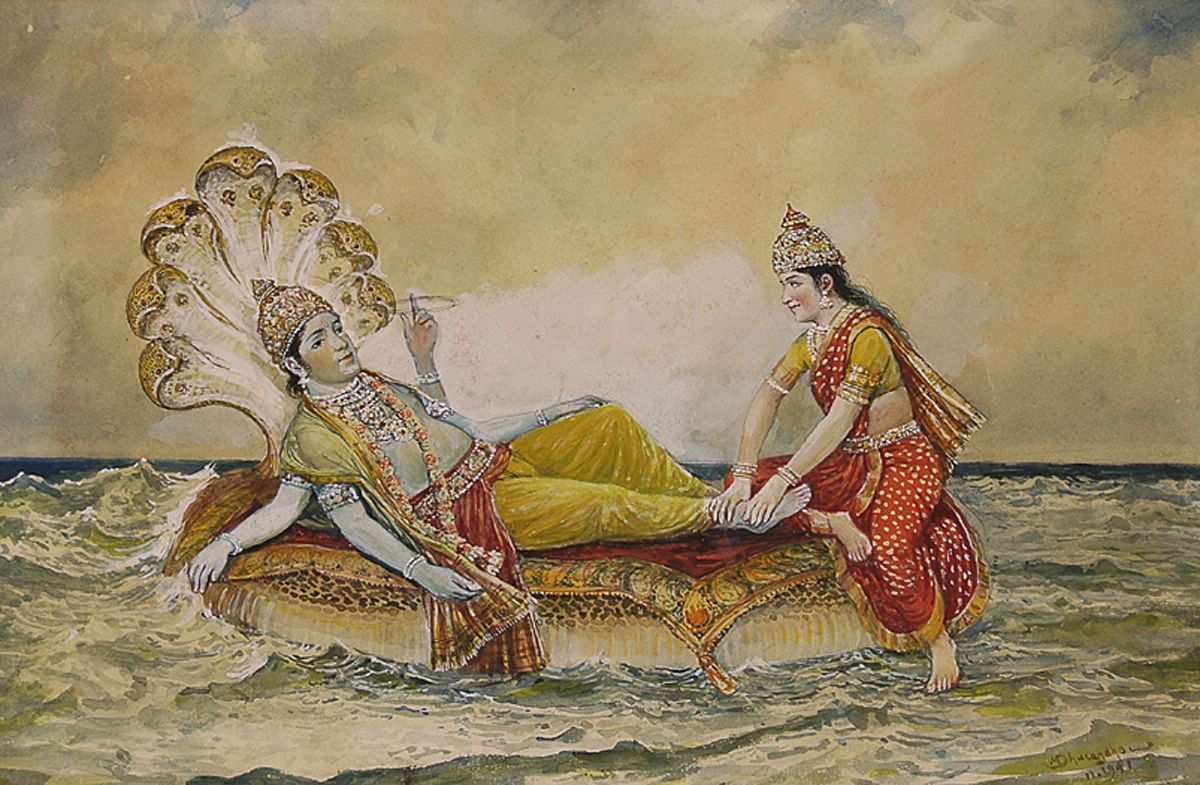
Vixnu descansant sobre Ananta-Sesa, amb la seva consort Lakshmi fent-li massatges als peus

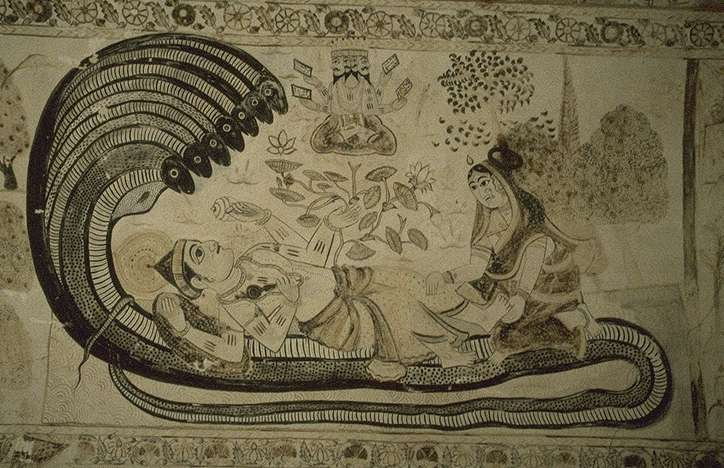
Vixnu reclinat sobre Sesa, ja que Brahma neix en un lotus del seu melic (palau de Bir Singh Dev, Orchha, principis del .)

Sesa es representa generalment amb una forma massiva que sura enrotllada a l'espai, o a l'oceà de felicitat, per formar el llit sobre el qual es troba Vishnu. De vegades es mostra com a serp de cinc caps o de set o deu caps; però més comunament com mil caps, o cinc mil caps, o deu mil caps, o cinquanta mil caps, o cent mil caps, o fins i tot cinc-cents mil caps, o un milió de caps de serp; de vegades a cada cap hi porta una corona ornamentada.
El seu nom significa "allò que queda", de l'arrel sànscrita śiṣ, perquè quan el món és destruït al final del kalpa, Sesa roman com és.
A la Bhagavadgita del capítol 10, vers 29, Shri Krixna mentre descriu 75 de les seves manifestacions comunes, declara: "anantaś ca asmi nāgānāṁ" : Dels nagas, jo sóc Ananta.
Segons el Mahabharata, Shesha va néixer del savi Kashyap i la seva dona Kadru. Kadru va donar a llum mil serps, de les quals Shesha era la més gran. Després de Shesha, van néixer Vasuki, Airavata i Takshaka, en aquest ordre. Molts dels germans de Sesa eren cruels i estaven decidits a fer mal als altres. Fins i tot van ser desagradables amb Garuda, que era fill de Kashyapa a través de Vinatha, germana de Kadru (Kadru i Vinatha eren filles de Daksha).
Shesha, disgustat pels actes cruels dels seus germans, va abandonar la seva mare i els seus familiars, i va prendre penitències austeres. Va viure a l'aire i va meditar en llocs com Gandhamadhana, Badrikashrama, Gokarna, Pushkara i l'Himàlaia. Les seves penitències eren tan severes que la seva carn, pell i músculs es van assecar i es van fusionar amb el seu cos. Brahma, convençut de la voluntat de Sesa, li va oferir a Sesa que li demanés una donació. Sesa va demanar que pogués mantenir la seva ment sota control perquè pogués continuar fent penitències ascètiques. Brahma va acceptar la petició amb molt de gust. Brahma va demanar un favor a Sesa: anar sota la terra inestable i estabilitzar-la. Sesa va acceptar i va anar a l'inframón i la va estabilitzar amb la seva caputxa. Se sap que li dona suport fins i tot avui, fent de Patala la seva residència perenne.

### Maha Vishnu i Sankarshana
Shesha també es representa flotant a l'oceà del món canviant, formant el llit de Mahavixnu. Se'l coneix com a Adisesa (la més important de les serps) i perquè és Anantasesa o simplement Ananta (interminable, ja que se sap que continua existint fins i tot després del final del Kalpa, quan tot l'univers és destruït).
Al Bhagavata Purana Sesa s'anomena Sankarshana, l'energia tamàsica del mateix Senyor Narayana, i es diu que viu a les capes interiors de patala, on hi ha moltes serps amb gemmes al cap i on Sankarshana és el governant. Es diu que viu des d'abans de la creació de l'univers. Quan l'univers està cap al seu final, crea 11 Rudras a partir d'ells per destruir l'univers per crear-ne un de nou.
Sankarshana és també una de les quatre formes vyuha de Vixnu les altres tres són Vāsudeva, Pradyumna i Aniruddha.
Sankarshana s'expandeix com a Garbhodakshayi-Vishnu al començament de l'univers per crear Brahma. En altres paraules, el Senyor Sankarshana és el mateix Lord Narayana.
En els capítols anteriors del Purana també es diu que el Senyor Sankarshana va parlar el Bhagavata als Quatre Kumaras, que al seu torn van transmetre aquest missatge del Bhagavata. En algun moment el missatge es va passar al savi Maitreya que al seu torn el va dir a Vidura.

## Galeria

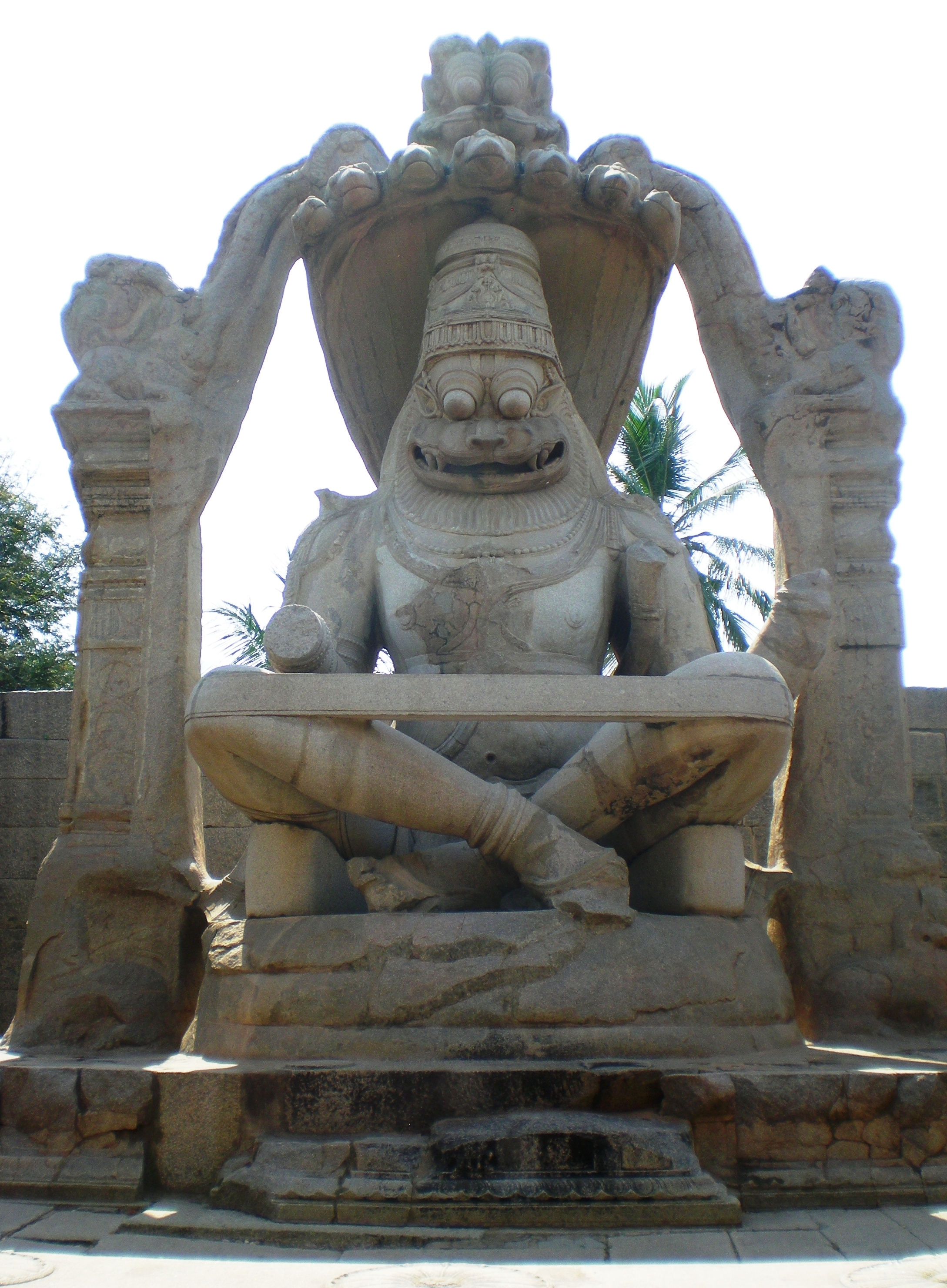
Narasimha, l'encarnació home-lleó de Vishnu assegut a les bobines de Sesa, amb set caps de Shesha formant un dosser. Estàtua a Vijayanagara.
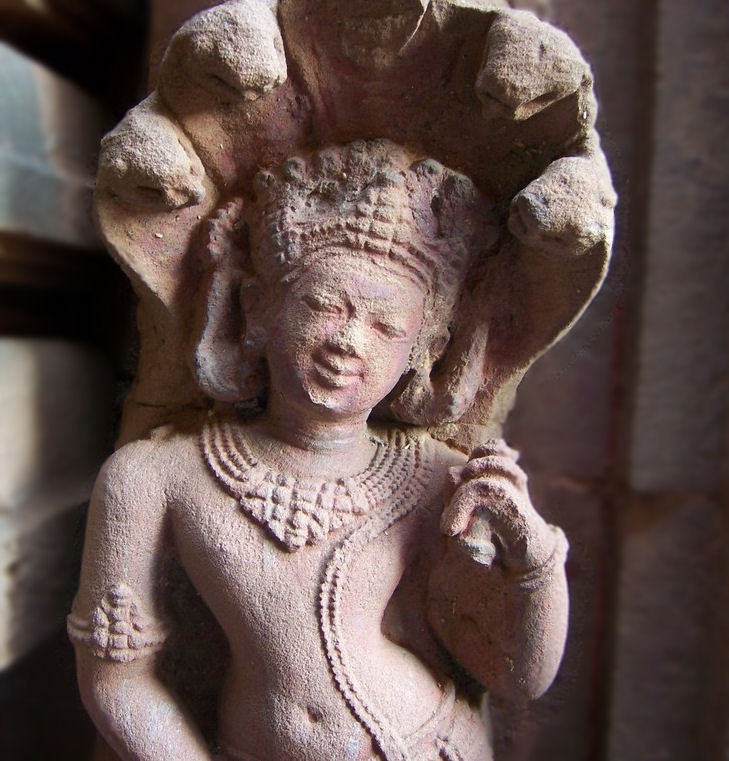
Maha Vixnu protegit pel Sesa de cinc caps, Temple Parsurameswar, Bhubaneswar.
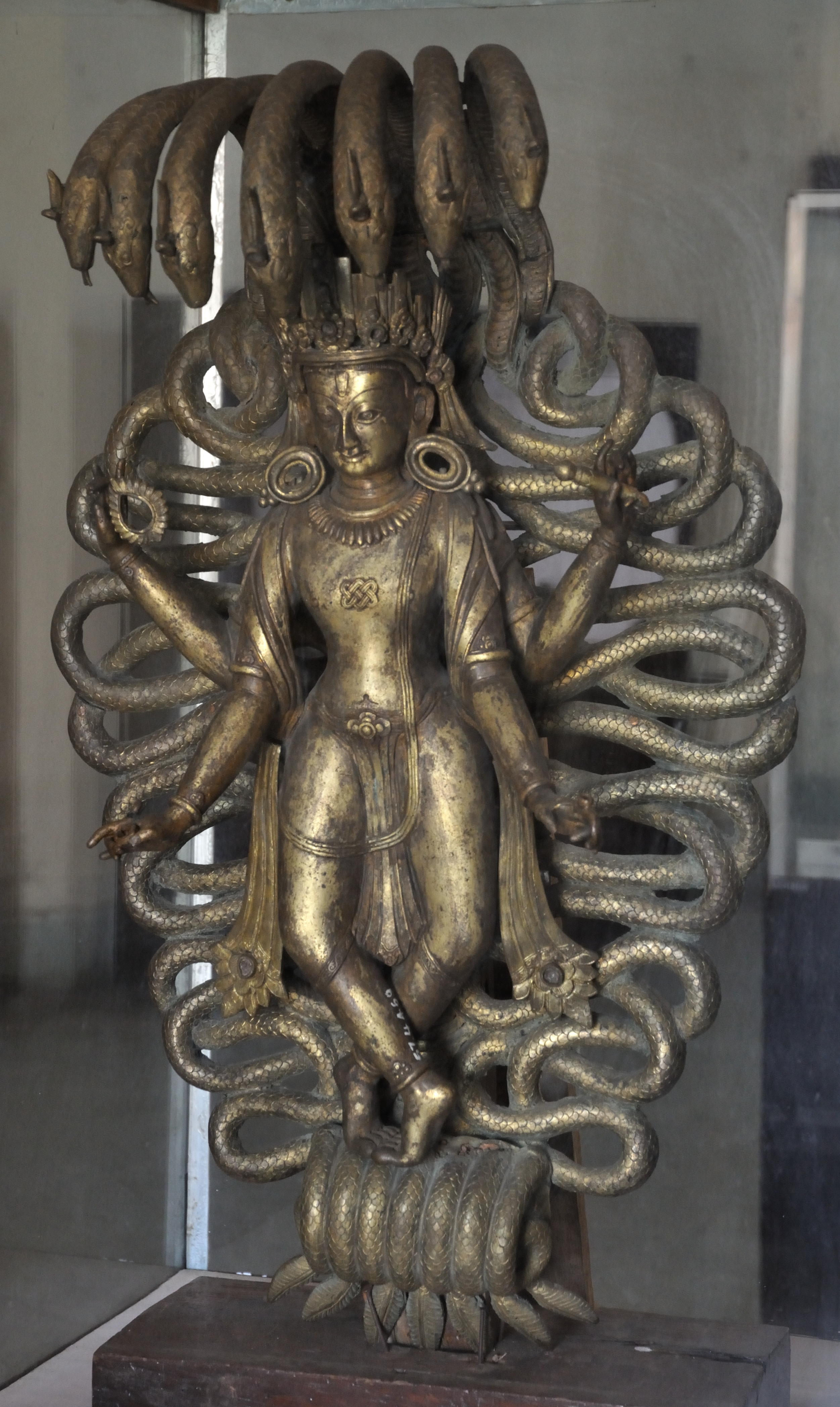
Vishnu amb Sesa, artefacte de bronze antic al Museu del Govern de Mathura

## En la cultura
El Palliyodam, un tipus de gran vaixell de serps construït i utilitzat pel temple d'Aranmula Parthasarathy a Kerala per a les processons aquàtiques anuals d'Uthrattathi Jalamela i Valla Sadhya té la llegenda que va ser dissenyat per Krixhna i que es va fer per semblar-se a Sesa.